# Mukwonago
Mukwonago è un villaggio degli Stati Uniti d'America, situato in Wisconsin, diviso tra la contea di Waukesha e la contea di Walworth.